# Marder II
El Marder II "Marta II" (Sd.Kfz. 131 i 132) era un caçatancs alemany basat en el xassís del Panzer II i utilitzat durant la Segona Guerra Mundial. La seva producció va començar el juny de 1942 i estava armat amb un canó PaK 40/2 L/46 de 75 mm. Se'n van fabricar 576 unitats, a més de la conversió de 75 Panzer II durant 1943 i 1944.

## Història
En les primeres fases de l'Operació Barbarroja, la Wehrmacht va sentir la necessitat d'una solució anticarro més mòbil i poderosa que l'artilleria remolcada existent o els caçatancs com el Panzerjäger I. Aquesta necessitat va arribar a ser una urgència a finals de 1941, amb l'aparició dels nous tancs soviètics com el T-34 i el KV.
Com una solució provisional, es va decidir utilitzar tant els tancs obsolets com el Panzer II com a base per a caçatancs improvisats. El resultat va ser la sèrie Marder, que estaven armades amb un canó PaK 40 de 75 mm o un canó rus F-22 Model 1936 de 76,2 mm, que havien estat capturats en grans quantitats.
Els Marder II amb armes alemanyes van rebre la designació de Sd. Kfz. 131 mentre que aquells que utilitzaven els canons russos van ser designats com a Sd. Kfz. 132. La diferència entre les dues variants es localitzaven en el supressor de fogonada del canó|gorja i les diferents superestructures que portaven l'arma principal.
A causa del seu blindatge lleuger, d'uns 30 mm de gruix màxim, i no estar completament tancat, era un blanc per a l'artilleria enemiga. Finalment, nous models de caçatancs, com el Hetzer van aparèixer en 1944, per substituir a la sèrie Marder, encara que aquests van servir en combat fins al final de la guerra.